# Nokia 1202
Nokia 1202 – telefon firmy Nokia z monochromatycznym wyświetlaczem.

## Ogólne
System GSM: 900, 1800
- Wymiary: 105,3x45x13,1 mm
- Waga: 78 gramów
- Bateria: litowo-jonowa (Li-Ion)
  - BL-4C 720 mAh

## Czasy
- Czuwania: 624 godziny
- Rozmów: 8 godzin

## Wyświetlacz
- Monochromatyczny
- 96 x 68

## Komunikacja
- SMS
  - Słownik T9
- SmartMessaging
- System głośnomówiący
- Radio
- Latarka

## Inne
- Alarm wibracyjny
- 200 kontaktów
- Dzwonki polifoniczne 32 głosowe